# Ciclone tropical mediterrâneo

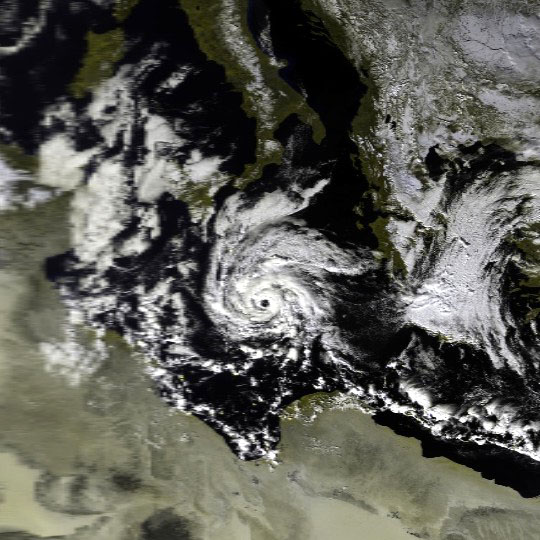
Imagens de satélite de um ciclone de tipo tropical mediterrâneo bem documentado em 16 de janeiro de 1995

Um ciclone tropical mediterrâneo, (conhecido também como Medicane, pelas palavras em inglês Mediterranean Hurricane) são fenômenos meteorológicos observados sobre o Mar Mediterrâneo. Em raras ocasiões, algumas tempestades foram observadas atingindo a força de um furacão de categoria 1.  O principal perigo social representado por Medicanes não é geralmente de ventos destrutivos, mas por meio de chuvas torrenciais com risco de vida e inundações repentinas.
A ocorrência de Medicanes foi descrita como não particularmente rara.  Os sistemas semelhantes aos tropicais foram identificados pela primeira vez na bacia do Mediterrâneo na década de 1980, quando uma ampla cobertura de satélite mostrando baixas pressões de aparência tropical que formava um olho ciclônico no centro foi identificada.  Devido à natureza seca da região do Mediterrâneo, a formação de ciclones tropicais e subtropicais é rara e também difícil de detectar, em particular com a reanálise de dados anteriores. Dependendo dos algoritmos de busca usados, diferentes levantamentos de longo prazo da era do satélite e dados da era pré-satélite resultaram em 67 ciclones tropicais de intensidade de tempestade tropical ou superior entre 1947-2014,  e cerca de 100 tempestades tropicais registadas entre 1947 e 2011.  Existe mais consenso sobre a distribuição temporal e espacial de longo prazo dos ciclones tropicais: eles se formam predominantemente sobre o oeste e centro do Mar Mediterrâneo, enquanto a área a leste de Creta é quase desprovida de ciclones tropicais.  O desenvolvimento de ciclones tropicais pode ocorrer durante todo o ano, com pico de atividade historicamente entre os meses de setembro e janeiro, enquanto as contagens para os meses de verão de junho e julho são as mais baixas.

## Classificação meteorológica e história
Historicamente, o termo ciclone tropical foi cunhado na década de 1980 para distinguir não oficialmente os ciclones tropicais que se desenvolvem fora dos trópicos (como na Bacia do Mediterrâneo) daqueles que se desenvolvem dentro dos trópicos. O termo de tipo tropical não pretendia de forma alguma indicar um ciclone híbrido exibindo características geralmente não vistas em ciclones tropicais "verdadeiros".  Nos seus estágios maduros, os ciclones tropicais mediterrâneos não apresentam nenhuma diferença em relação a outros ciclones tropicais.  E apenas ciclones tropicais são conhecidos por se transformarem em número total furacões.  Furacões ou medicanes no Mediterrâneo, portanto, não são diferentes de furacões em outros lugares.
Os ciclones do tipo tropical mediterrâneo não são considerados ciclones tropicais formalmente classificados e sua região de formação não é monitorada oficialmente por nenhuma agência com tarefas meteorológicas.  No entanto, a subsidiária da NOAA Satellite Analysis Branch divulgou informações relacionadas a um medicane em novembro de 2011 enquanto estava ativo, deixou de fazê-lo em 16 de dezembro de 2011.  Em 2015, a NOAA retomou os serviços na região do Mediterrâneo,  e em 2016, a NOAA estava emitindo pareceres sobre um novo sistema tropical, Tropical Storm 90M.  Além disso, a partir de outubro de 2017, o recém-formado European Medicane Monitoring Centre (EMMC) emite avisos não oficiais sobre "Medicanes" na região.  Além do EMMC, o Mediterranean Cyclone Centre (MCC) tem rastreado e feito reanálises em sistemas desde outubro de 2018, emitindo avisos não oficiais sobre os sistemas atuais. A ESTOFEX está emitindo boletins desde 2005 que podem incluir ciclones tropicais, entre outros. Nenhuma agência com tarefas meteorológicas, entretanto, é oficialmente responsável por monitorar a formação e o desenvolvimento de Medicanes, bem como pela sua denominação.
Apesar de tudo isso, todo o Mar Mediterrâneo localiza-se dentro da área de responsabilidade grega  com o Serviço Meteorológico Nacional Grego (HNMS) como a agência que regula,  enquanto o Météo-France Nacional da França, serve também como um 'serviço de preparação' para a parte oeste do Mediterrâneo.  Como única agência oficial que cobre todo o Mar Mediterrâneo, as publicações do HNMS são de particular interesse para a classificação de Medicanes. HNMS chama o fenômeno meteorológico Medi terrâneo tropical-igual Hurri cane no seu boletim anual e - utilizando também a respectiva palavra-valise medicane - faz com que o termo medicane quase oficial.  Em um artigo conjunto com o Laboratório de Climatologia e Ambiente Atmosférico da Universidade de Atenas, o Serviço Meteorológico Nacional Helênico descreve as condições para considerar um ciclone sobre o Mar Mediterrâneo um Medicane:

O critério aplicado para identificar medicanes concerne a estrutura detalha, o tamanho e o tempo de duracão do sistem utilizando o satélite Meteosat no canal infravermelho. Eles tem que ter uma cobertura continua de nuvens e forma simétrica à volta de olho de ciclone nitído.— Hellenic National Meteorological Service
No mesmo artigo, uma pesquisa de 37 Medicanes revelou que eles poderiam ter um olho de ciclone bem definido em ventos máximos sustentados estimados entre 47 km/h (29 mph) e 180 km/h (110 mph), com a extremidade inferior sendo excepcionalmente baixa para ciclones de núcleo quente.  Os medicanes podem de facto desenvolver olhos bem definidos em ventos sustentados máximos baixos de cerca de 30 mph (48 km/h)  como pode ser visto em um Medicane de 22 de outubro de 2015 perto da costa Albanesa.  Isso é muito mais baixo do que o limite inferior para o desenvolvimento dos olhos em sistemas tropicais no Oceano Atlântico, que parece estar perto de 80 km/h (50 mph), bem abaixo dos ventos com força de furacão.
Sabe-se que vários medicanes notáveis e prejudiciais ocorreram. Em setembro de 1969, um ciclone tropical do Mediterrâneo do Norte da África produziu inundações que mataram quase 600 indivíduos, sobraram 250 mil desalojados e economias locais prejudicadas. Um Medicane em setembro de 1996, que se desenvolveu na região das Ilhas Baleares, gerou seis tornados e inundou partes das ilhas. Vários Medicanes também foram objeto de amplo estudo, como os de janeiro de 1982, janeiro de 1995, setembro de 2006, novembro de 2011 e novembro de 2014.  A tempestade de janeiro de 1995 é um dos ciclones tropicais mediterrâneos mais bem estudados, com a sua grande semelhança com ciclones tropicais em outros lugares e disponibilidade de observações. O Medicane de setembro do ano de 2006 está bem estudado, devido à disponibilidade de observações e dados existentes.
Dado o baixo perfil do HNMS na previsão e classificação de sistemas do tipo tropical no Mediterrâneo, não existe um sistema de classificação adequado para ciclones do tipo tropical do Mediterrâneo. O critério HNMS de um olho ciclônico para considerar um sistema um Medicane  é geralmente válido para um sistema com força de pico, muitas vezes apenas horas antes do desembarque, o que não é adequado pelo menos para previsões e avisos.
Extraoficialmente, o Deutscher Wetterdienst (DWD, o serviço meteorológico alemão) propôs um sistema para prever e classificar ciclones tropicais com base na classificação NHC para o norte do Oceano Atlântico.  Para contabilizar o campo de vento mais amplo e o raio maior de ventos máximos de sistemas semelhantes aos tropicais no Mediterrâneo (consulte a seção Desenvolvimento e características abaixo), DWD está sugerindo um limite inferior de 112 km/h para o uso do termo Medicane no Mediterrâneo em vez de 119 km/h conforme sugerido pela escala Saffir-Simpson para furacões no Atlântico.  A proposta DWD e também as previsões baseadas nos EUA (NHC, NOAA, NRL etc.) usam ventos sustentados de um minuto, enquanto as previsões baseadas na Europa usam ventos sustentados de dez minutos, o que faz uma diferença de aproximadamente 14% nas medições.  A distinção também é de uso prático direto (por exemplo, para uma comparação dos boletins NOAA com os boletins EUMETSAT, ESTOFEX e HNMS). Para compensar a diferença, a proposta DWD é mostrada abaixo para ventos sustentados de um minuto e de dez minutos deduzidos (ver escalas de ciclones tropicais para conversões):
| ventos máximos sustentados | Depressão tropical mediterrânea      | Tempestade tropical mediterrânea              | Medicane                              |
| -------------------------- | ------------------------------------ | --------------------------------------------- | ------------------------------------- |
| média de 1 minuto          | ≤62 km/h (≤17 m/s; ≤38 mph; ≤33 nós) | 63–111 km/h (18–30 m/s; 39–69 mph; 34–60 nós) | ≥112 km/h (≥31 m/s; ≥70 mph; ≥61 nós) |
| média 10 minutos           | ≤54 km/h (≤14 m/s; ≤33 mph; ≤29 nós) | 56–98 km/h (15–27 m/s; 35–61 mph; 30–53 nós)  | ≥99 km/h (≥28 m/s; ≥62 mph; ≥54 nós)  |

Outra proposta usa aproximadamente a mesma escala, mas sugere o uso do termo Medicane para ciclones com força de tempestade tropical e Medicane Principal para ciclones com força de furacão.  Ambas as propostas cabem na observação de que metade dos 37 ciclones pesquisados pelo HNMS com um olho de furacão claramente observável, como o principal critério para atribuir o status de medicane, mostrou ventos máximos sustentados entre 76–100 km/h, enquanto outro quarto dos medicanes atingiu o pico em velocidades de vento mais baixas.

## Climatologia

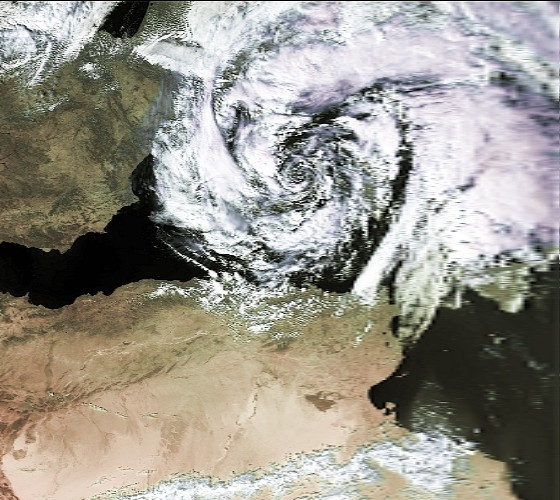
Imagens de satélite visíveis de um "medicane" acima das Ilhas Baleares em 7 de outubro de 1996

A maioria dos ciclones tropicais do Mediterrâneo (ciclogênese tropical) se forma em duas regiões distintas. O primeiro, mais propício ao desenvolvimento do que o outro, abrange uma área do Mediterrâneo ocidental que faz fronteira com as Ilhas Baleares, o sul da França e as costas das ilhas da Córsega e da Sardenha. A segunda região identificada de desenvolvimento, no mar Jônico entre a Sicília e a Grécia e se estendendo ao sul até a Líbia, é menos favorável para a ciclogênese tropical. Outras duas regiões, nos mares Egeu e Adriático, produzem menos medicanes, enquanto a atividade é mínima na região levantina. A distribuição geográfica dos ciclones tropicais do Mediterrâneo é marcadamente diferente da de outros ciclones, com a formação de ciclones regulares centrados nas cordilheiras dos Pirenéus e do Atlas, no Golfo de Gênova e na ilha de Chipre no Mar Jônico.  Embora os fatores meteorológicos sejam mais vantajosos nos mares Adriático e Egeu, a natureza fechada da geografia da região, delimitada por terra, permite pouco tempo para uma evolução posterior.
A geografia das cadeias montanhosas que rondam o Mediterrâneo é propícia a condições meteorológicas severas e trovoadas, sendo que a natureza inclinada das regiões montanhosas permite o desenvolvimento da atividade convectiva.  Embora a geografia da região do Mediterrâneo, bem como o seu ar seco, impeçam tipicamente a formação de ciclones tropicais, quando surgem certas circunstâncias meteorológicas, as dificuldades influenciadas pela geografia da região são ultrapassadas.  A ocorrência de ciclones tropicais no Mar Mediterrâneo é geralmente extremamente rara, com uma média de 1,57 formando anualmente e apenas 99 ocorrências registadas de tempestades de tipo tropical descobertas entre 1948 e 2011 em um estudo moderno, sem tendência definitiva de atividade naquele período.  Poucos medicanes se formam durante a temporada de verão, embora a atividade normalmente aumente no outono, tenha seu pico em janeiro e diminua gradualmente de fevereiro a maio.  Na região de desenvolvimento do Mediterrâneo Ocidental, aproximadamente 0,75 sistemas se formam a cada ano, em comparação com 0,32 na região do Mar Jônico.  No entanto, em ocasiões muito raras, tempestades semelhantes a tropicais também poda se desenvolver no Mar Negro.
Estudos têm avaliado que o aquecimento global pode resultar em maior observados intensidade de ciclones tropicais, como resultado de desvios na superfície de fluxo de energia e a composição atmosférica, que tanto bem influenciar fortemente o desenvolvimento de medicanes. Em áreas tropicais e subtropicais, temperaturas da superfície do mar (SSTs) subiu 0.2 °C (0.36 °F) dentro de um período de 50 anos, e nas bacias do ciclones tropicais do Atlântico Norte e Noroeste do Pacífico, o potencial de destrutividade e a energia de tempestades quase duplicou, dentro de uma mesma duração, evidenciando uma clara correlação entre o aquecimento global e o ciclone tropical intensidades. Dentro de um mesmo modo recente período de 20 anos, SSTs no Mar Mediterrâneo aumentou 0.6 to 1 °C (1.1 to 1.8 °F), embora não observáveis aumento medicane atividade tem sido observado. Em 2006, um computador orientado a modelo atmosférico avaliou a futura frequência do Mediterrâneo, dos ciclones, entre 2071 e 2100, projetando-se uma diminuição no outono, inverno e primavera de ciclones de atividade coincide com um aumento dramático na formação de perto de Chipre, com ambos os cenários atribuída a temperaturas elevadas, como resultado do aquecimento global. Em outro estudo, os pesquisadores descobriram que mais as tempestades que mais gostam de ar tropical no Mediterrâneo poderia chegar Categoria 1 força até ao final do Século XXI, com a maioria das tempestades mais fortes que aparecem no outono, embora os modelos indicaram que algumas tempestades pode potencialmente atingir a intensidade de Categoria 2. Outros estudos, no entanto, têm sido inconclusivos, a previsão de ambos aumenta e diminui a duração, número e intensidade. Três estudos independentes, utilizando diferentes metodologias e dados, avaliou que, enquanto a atividade medicane seria provável declínio com uma taxa dependendo do clima do cenário considerado, uma maior percentagem daqueles que se formaram seria de força maior.

## Desenvolvimento e características

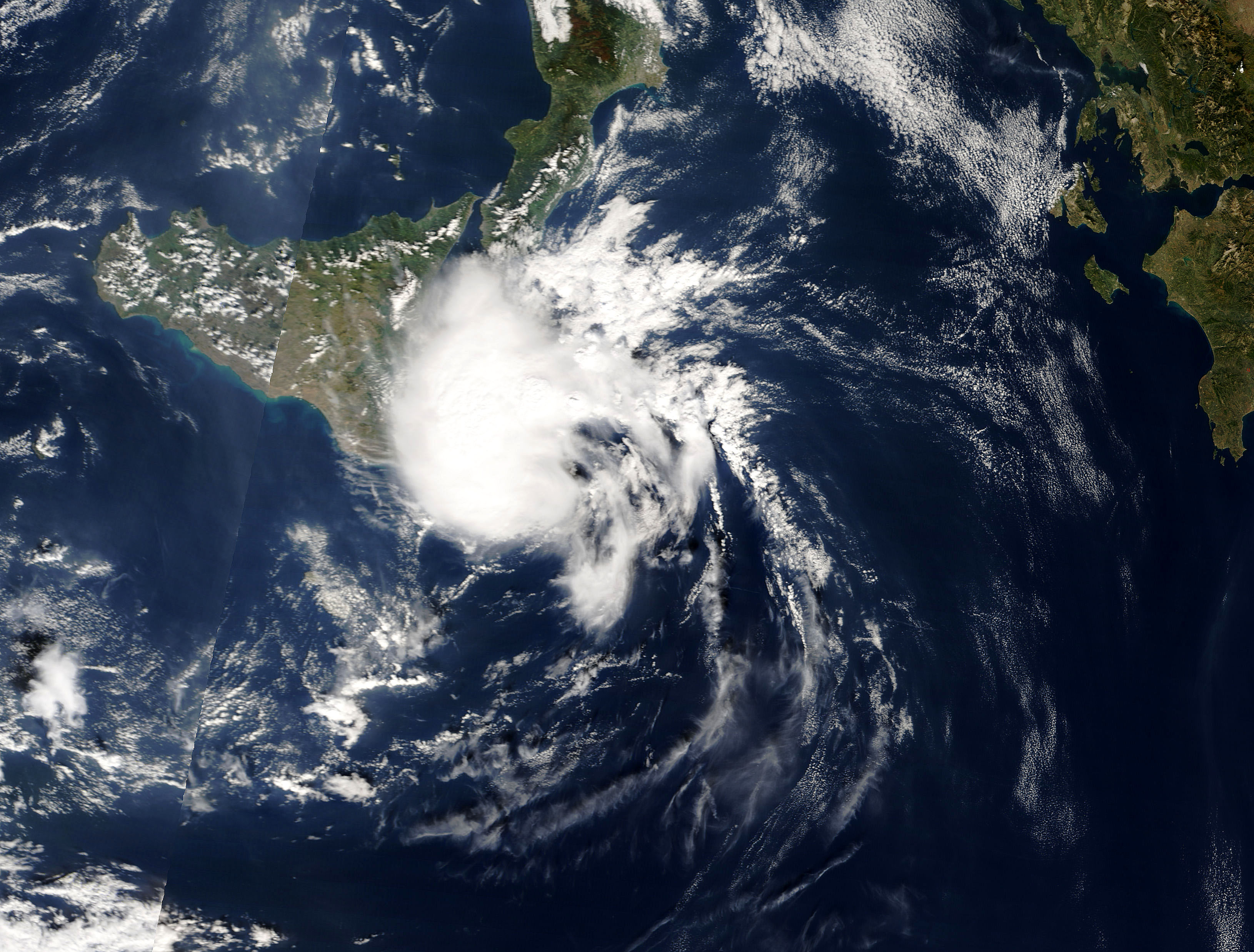
Um ciclone tropical mediterrâneo ao sul da Itália, em 27 de outubro de 2005

O desenvolvimento de ciclones tropicais ou subtropicais no Mar Mediterrâneo, normalmente só pode ocorrer em um pouco circunstâncias incomuns. Baixo cisalhamento do vento e instabilidade atmosférica induzida por incursões de ar frio são muitas vezes necessários. A maioria dos Medicanes também é acompanhada por um nível superior de calhas , fornecendo a energia necessária para a intensificação da convecção atmosférica—tempestades—e de precipitação forte.  As propriedades de baroclinia da região do Mediterrâneo, com elevados gradientes de temperatura, também fornecem a instabilidade necessário para a formação de ciclones tropicais. Outro fator, o aumento de ar frio, fornece humidade necessária. A temperatura da superfície do mar (SSTs) quente são na sua maioria desnecessárias, no entanto, como a maioria da energia dos Medicanes são derivados do aquecimento de temperaturas do ar. Quando essas circunstâncias favoráveis coincidem, a gênese dos ciclones tropicais com centro quente Mediterrâneos, muitas vezes a partir do já existente, de corte de ciclone barotrópico, é possível em um ambiente propício para a formação.
Fatores necessários para a formação de Medicanes são um pouco diferentes do que o normalmente esperado de ciclones tropicais; conhecida a surgir sobre regiões com temperaturas da superfície do mar (SSTs) abaixo de 26 °C (79 °F), dos ciclones tropicais do Mediterrâneo, muitas vezes, necessitam de incursões de ar mais frio para induzir instabilidade atmosférica. A maioria dos Medicanes desenvolvem-se acima regiões do Mediterrâneo com SSTs de 15 to 26 °C (59 to 79 °F), com o limite superior encontrado apenas no sul e atinge o mar. Apesar da baixa temperatura da superfície do mar, a instabilidade provocados pelo frio ar atmosférico dentro de um zona baroclinia—regiões com elevadas diferenças de temperatura e pressão—permite a formação de Medicanes, em contraste com áreas tropicais falta de alta baroclinia, onde o aumento de SSTs são necessários. Enquanto desvios significativos na temperatura do ar tem sido observado em todo o tempo do Mediterrâneo, os ciclones tropicais de formação, algumas anomalias na temperatura da superfície do mar devem coincidir com o seu desenvolvimento, indicando que a formação de Medicanes é controlado pelas maiores temperaturas do ar, não por uma SSTs anômala. Semelhante aos ciclones tropicais, o mínimo de cisalhamento do vento—diferença na velocidade e direção do vento ao longo de uma região, bem como abundante humidade e vorticidade incentiva a gênese dos sistemas de ciclone tropical do tipo no Mar Mediterrâneo.

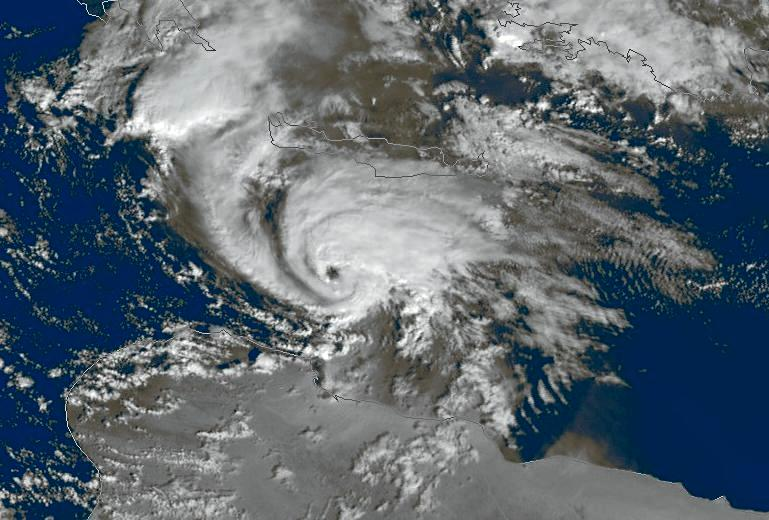
Imagem de satélite de um ciclone tropical em 15 de dezembro de 2005

Devido ao caráter confinado do Mediterrâneo e à capacidade limitada de fluxos de calor - no caso dos Medicanes, transferência de calor ar - mar - ciclones tropicais com um diâmetro maior que 300 km (190 mi) não pode existir dentro do Mediterrâneo.  Apesar de ser uma área relativamente baroclinia com gradientes de alta temperatura, a fonte de energia primária utilizada pelos ciclones tropicais mediterrâneos é derivada de fontes de calor subjacentes geradas pela presença de convecção - atividade de tempestade - em um ambiente húmido, semelhante aos ciclones tropicais em outros lugares fora do Mar Mediterrâneo.  Em comparação com outras bacias de ciclones tropicais , o Mar Mediterrâneo geralmente apresenta um ambiente difícil para o desenvolvimento; embora a energia potencial necessária para o desenvolvimento não seja anormalmente grande, a sua atmosfera é caracterizada pela falta de humidade, impedindo a formação de potencial. O desenvolvimento completo de um Medicane muitas vezes necessita da formação de um distúrbio baroclínico em grande escala, com transição no final de seu ciclo de vida para um sistema semelhante a um ciclone tropical, quase sempre sob a influência de um núcleo frio profundo , de corte a troposfera média-alta, frequentemente resultante de anormalidades em uma onda de Rossby que se espalha - meandros maciços de ventos atmosféricos superiores.

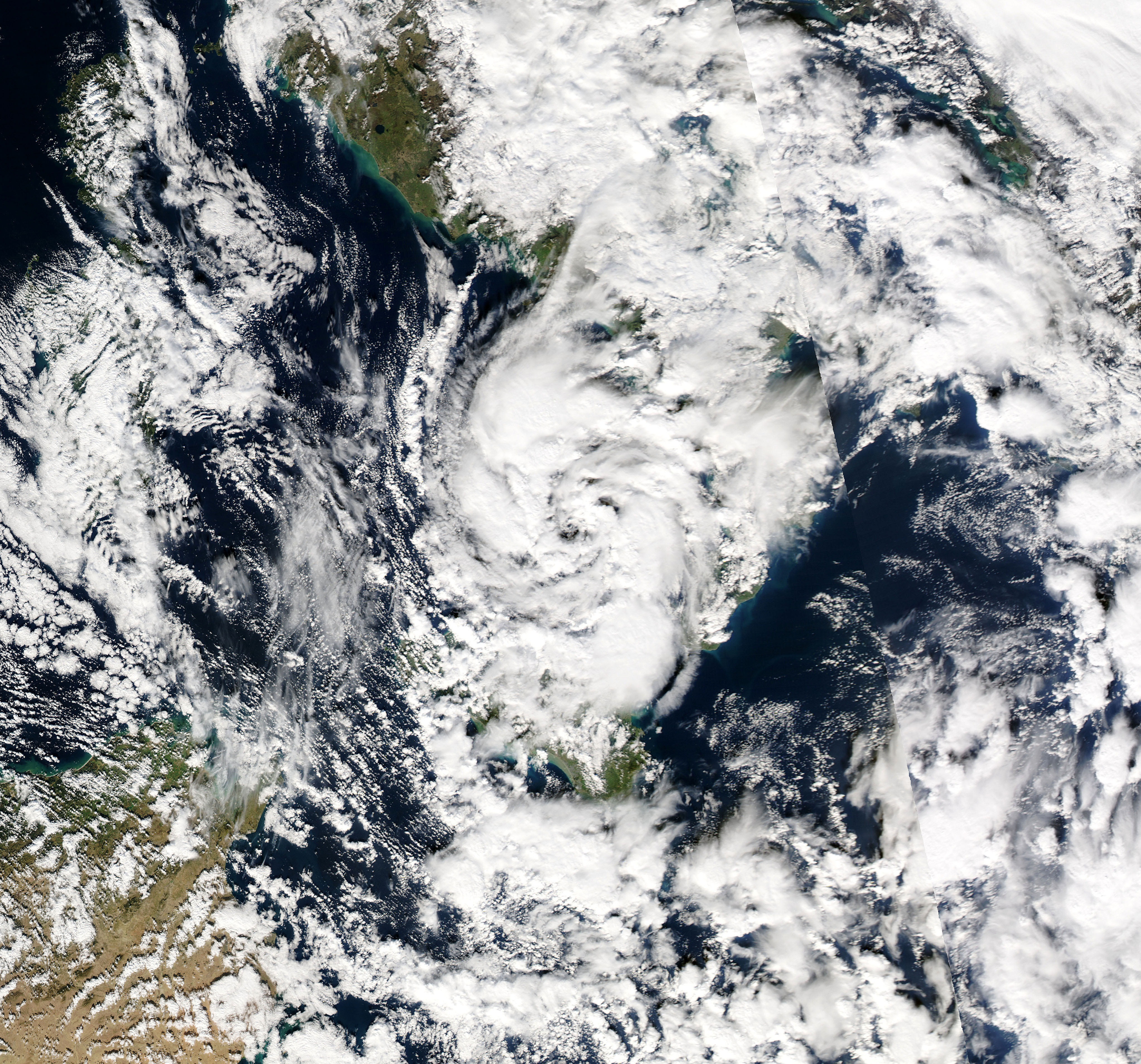
Um ciclone tropical de tipo mediterrâneo fraco e desorganizado em 28 de janeiro de 2009

O desenvolvimento de Medicanes frequentemente resulta do deslocamento vertical do ar na troposfera, resultando em uma diminuição em sua temperatura coincidindo com um aumento na humidade relativa, criando um ambiente mais propício para a formação de ciclones tropicais. Isso, por sua vez, leva a um aumento da energia potencial, produzindo instabilidade ar-mar induzida pelo calor. O ar húmido evita a ocorrência de correntes descendentes convectivas - o movimento vertical do ar para baixo - que frequentemente atrapalham o início de ciclones tropicais e, em tal cenário, o cisalhamento do vento permanece mínimo; no geral, as mínimas de corte de núcleo frio servem bem para a formação posterior de mínimas de núcleo quente influenciadas por fluxo de superfície compacta , como Medicanes. A gênese regular de baixas de nível superior de núcleo frio e a infrequência de ciclones tropicais mediterrâneos, entretanto, indicam que circunstâncias incomuns adicionais estão envolvidas no surgimento dos últimos. As elevadas temperaturas da superfície do mar, contrastando com o ar frio da atmosfera, estimulam a instabilidade atmosférica, especialmente na troposfera.
Em geral, a maioria dos Medicanes mantém um raio de 70 to 200 km (40 to 120 mi), duram entre 12 horas e 5 dias, viaje entre 700 to 3,000 km (430 to 1,860 mi), desenvolver um olho por menos de 72 horas e apresentam velocidades de vento de até 144 km/h (89 mph);  além disso, a maioria é caracterizada em imagens de satélite como sistemas assimétricos com um olho redondo distinto circundado por convecção atmosférica.  A rotação fraca, semelhante à da maioria dos ciclones tropicais, é geralmente observada nos estágios iniciais de um Medicane, aumentando com a intensidade;  furacões, entretanto, geralmente têm menos tempo para se intensificar , permanecendo mais fracos do que a maioria dos número total furacões do Atlântico Norte e persistindo apenas por alguns dias.  A intensidade potencial máxima teórica de Medicanes é equivalente à classificação mais baixa na escala de vento de furacão Saffir-Simpson, um furacão de categoria 1. Embora toda a vida de um ciclone possa abranger vários dias, a maioria só manterá as características tropicais por menos de 24 horas.  As circunstâncias às vezes permitem a formação de medicanes em menor escala, embora as condições exigidas difiram até mesmo daquelas exigidas por outras medicanes. O desenvolvimento de ciclones tropicais anormalmente pequenos no Mediterrâneo geralmente requer ciclones atmosféricos de alto nível que induzem a ciclogênese na baixa atmosfera, levando à formação de baixas de núcleo quente, estimuladas por humidade favorável, calor e outras circunstâncias ambientais.
Os ciclones do Mediterrâneo foram comparados a baixas polares - tempestades ciclônicas que normalmente se desenvolvem nas regiões distantes dos hemisférios norte e sul - por seu tamanho igualmente pequeno e instabilidade relacionada ao calor; entretanto, enquanto os medicanes quase sempre apresentam baixas quentes, as baixas polares são principalmente de núcleo frio. A vida prolongada dos medicanes e a semelhança com as baixas polares são causadas principalmente por origens como baixas superficiais em escala sinótica e instabilidade relacionada ao calor.  A forte precipitação e convecção dentro de um ciclone tropical mediterrâneo em desenvolvimento são geralmente provocadas pela aproximação de um vale de nível superior - uma área alongada de baixas pressões de ar - trazendo ar frio a jusante, circundando um sistema de baixa pressão existente. Depois que isso ocorre, no entanto, uma redução considerável nas taxas de precipitação ocorre apesar de maior organização,  coincidindo com uma diminuição na atividade de raios anteriormente alta também.  Embora depressões frequentemente acompanhem os medicanes ao longo de sua trilha, a separação eventualmente ocorre, geralmente na parte posterior do ciclo de vida de um ciclone tropical mediterrâneo.  Ao mesmo tempo, o ar úmido, saturado e resfriado enquanto sobe para a atmosfera, encontra o Medicane, permitindo um maior desenvolvimento e evolução para um ciclone tropical. Muitas dessas características também são evidentes em baixas polares, exceto para a característica de núcleo quente.

## Medicanes e impactos notáveis

### 22–27 de setembro de 1969

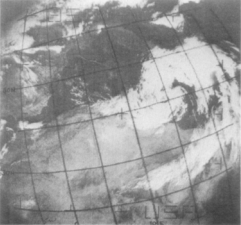
Imagens de satélite visíveis ESSA-8 do ciclone de setembro de 1969

Um ciclone tropical mediterrâneo excepcionalmente severo desenvolvido em 23 de Setembro de 1969 a sudeste de Malta, produzindo graves inundações.  Os gradientes de pressão e temperatura íngremes acima da cordilheira do Atlas foram evidentes em 19 de Setembro, resultado do ar fresco do mar tentando penetrar no interior; Ao sul das montanhas, uma depressão lee - uma área de baixa pressão em uma região montanhosa - se desenvolveu. Sob a influência do terreno montanhoso, a baixa inicialmente serpenteava para nordeste. Após a entrada do ar fresco do mar, no entanto, ele voltou a se curvar para o sudeste antes de fazer a transição para uma depressão do Saara associada a uma frente fria distintaà 22 de Setembro. Ao longo do caminho da frente, o ar do deserto movia-se para o norte, enquanto o ar frio flutuava na direção oposta e, no norte da Líbia, o ar quente e árido se chocava com o levante mais frio do Mediterrâneo. A organização da perturbação melhorou ligeiramente antes de emergir no Mar Mediterrâneo em 23 de Setembro, em que o sistema experimentou ciclogênese imediata,  intensificando-se rapidamente enquanto o sudeste de Malta como um ponto de corte de núcleo frio  e adquirindo características tropicais.  Enquanto isso, na África ocidental, vários distúrbios convergiram para a Mauritânia e a Argélia, enquanto o medicane recurva para sudoeste de volta à costa, perdendo a sua circulação fechada e depois se dissipando.
O ciclone produziu inundações severas em todas as regiões do norte da África. Malta recebeu mais de 123 mm (4.8 in) de chuva em 23 de setembro, Sfax mediu 45 mm (1.8 in) em 24 de setembro, Tizi Ouzou coletou 55 mm (2.2 in) em 25 de setembro, Gafsa recebeu 79 mm (3.1 in) e Istambul mediu 46 mm (1.8 in) em 26 de setembro, Cap Bengut coletou 43 mm (1.7 in) em 27 de setembro, e Biskra recebeu 122 mm (4.8 in) em 28 de setembro.  Em Malta, um petroleiro de 20 000 toneladas atingiu um recife e se partiu em dois, enquanto em Gafsa, na Tunísia, o ciclone inundou minas de fosfato, deixando mais de 25 mil mineiros desempregados e custando ao governo mais de £ 2 milhões por semana. Milhares de camelos e cobras, afogados pelas águas da enchente, foram varridos para o mar, e enormes pontes romanas, que resistiram a todas as enchentes desde a queda do Império Romano, ruíram. Ao todo, as inundações na Tunísia e na Argélia mataram quase 600 indivíduos, sobraram 250.000 desabrigados e economias regionais severamente danificadas.  Porém, devido a problemas de comunicação, os fundos de ajuda às inundações e os apelos pela televisão só foram feitos quase um mês depois.

### Leucosia (24-27 de janeiro de 1982)

Imagens de satélite capturando a tempestade em seu pico de intensidade em 26 de janeiro de 1982

A incomum tempestade tropical mediterrânea de janeiro de 1982, apelidado de Leucosia, foi detectado pela primeira vez em águas ao norte da Líbia.  A tempestade provavelmente atingiu a cordilheira do Atlas como uma área de baixa pressão em 23 de Janeiro de 1982 , reforçado por um vale alongado e vagaroso acima da Península Ibérica. Eventualmente, um centro de circulação fechado desenvolvido às 13:10 UTC,  sobre partes do Mediterrâneo com temperaturas da superfície do mar (SSTs) de aproximadamente 16 °C (61 °F) e temperatura do ar de 12 °C (54 °F).  Uma nuvem em forma de gancho se desenvolveu dentro do sistema logo em seguida, girando conforme se alongava em 150 km (93 mi) -aparelho em forma de vírgula longa. Depois de contornar a Sicília, ele se desviou para o leste entre a ilha e o Peloponeso , recurvando em sua trilha novamente,  exibindo bandas espirais claramente curvas antes de encolher ligeiramente.  O ciclone atingiu seu pico de intensidade em 1800 UTC do dia seguinte, mantendo pressão atmosférica de 992 mbar (29,30 inHg ), e foi sucedido por um período de enfraquecimento gradual, com a pressão do sistema finalmente aumentando para 1009 mbar (29,80 inHg). O sistema foi ligeiramente reintensificado, no entanto, por um período de seis horas no dia 26 de Janeiro. Relatórios de navios indicaram ventos de 93 km/h (57,7 mph ou 50,2 kt) estavam presentes no ciclone na época, ventos com força de tempestade tropical na escala de vento do furacão Saffir-Simpson,  provavelmente perto da parede do olho do ciclone, que apresenta os ventos mais fortes em um ciclone tropical.
O Cyclone Weather Center do Global Weather Center da Força Aérea dos Estados Unidos (USAF) iniciou "Avisos sobre ciclones no Mediterrâneo" sobre o ciclone em intervalos de seis horas começando às 18h00 UTC em 27 de Janeiro, até 6h UTC no dia seguinte.  A convecção foi mais intensa no setor leste do ciclone, à medida que ele se movia para leste-nordeste. Em imagens de satélite infravermelho, o próprio olho era 58.5 km (36.4 mi)    de diâmetro,  contraindo para apenas 28 km (17 mi)  um dia antes do desembarque.  O ciclone passou por Malta, Itália e Grécia antes de se dissipar vários dias depois no extremo leste do Mediterrâneo. As observações relacionadas ao ciclone, no entanto, foram inadequadas e, embora o sistema tenha mantido inúmeras características tropicais, é possível que fosse apenas um ciclone extratropical compacto, mas poderoso, exibindo um olho claro, bandas espirais, cúmulos- nimbos elevados e ventos de superfície elevados ao longo da parede do olho.

### 27 de setembro - 2 de outubro de 1983
Em 27 de setembro de 1983, um Medicane foi observado no mar entre a Tunísia e a Sicília, contornando a Sardenha e a Córsega, chegando à costa duas vezes nas ilhas, antes de aterrissar em Tunes no início de 2 de Outubro e se dissipando. O desenvolvimento do sistema não foi estimulado pela instabilidade baroclínica ; em vez disso , a convecção foi incitada por temperaturas anormalmente altas da superfície do mar (TSMs) no momento de sua formação. Também apresentava um olho definitivo, altas nuvens cúmulos-nimbos, ventos intensos e sustentados e um núcleo quente. Durante a maior parte de sua duração, manteve um diâmetro de 200 to 300 km (120 to 190 mi) , embora tenha encolhido pouco antes do desembarque em Ajaccio para um diâmetro de 100 km (62 mi).

### Celeno (14-17 de janeiro de 1995)

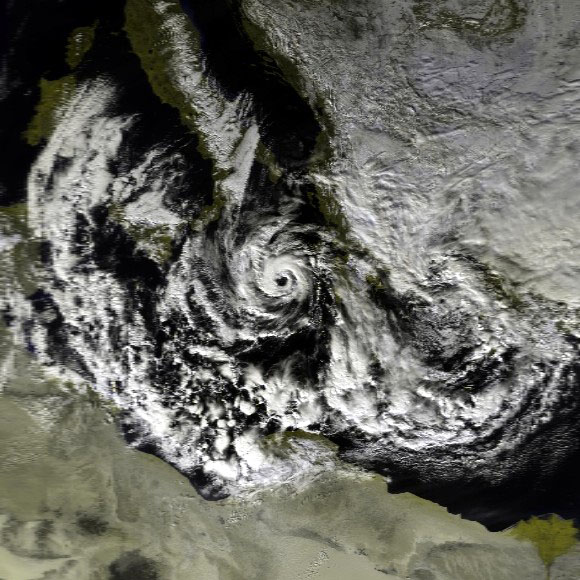
O "medicane" de 1995 às 1015 UTC do dia 15 de Janeiro, logo após a ciclogênese tropical

Entre os numerosos medicanes documentados, o ciclone de janeiro de 1995, que foi apelidado de Celeno,  é geralmente considerado o exemplo mais bem documentado do século XX. Emergindo da costa da Líbia no Mar Mediterrâneo central em direção à costa Jônica da Grécia em 13 de Janeiro como uma área compacta de baixa pressão, o precursor de baixa pressão manteve os ventos atingindo até 108 km/h (67 mph)    enquanto cruzava o mar Jônico,  enquanto o navio de pesquisa alemão Meteor registava ventos de 135 km/h (84 mph).  Com a aproximação da baixa perto da Grécia, ela começou a envolver uma área de convecção atmosférica ; enquanto isso, na troposfera média, um vale se estendia da Rússia ao Mediterrâneo, trazendo consigo temperaturas extremamente baixas.  Duas áreas de baixa pressão estiveram presentes ao longo do caminho da depressão, uma situada acima da Ucrânia e a outra acima do Mediterrâneo central, provavelmente associada a um ciclone de baixa pressão sobre a Grécia ocidental. Após enfraquecimento e dissipação em 14 de janeiro, uma segunda baixa, o sistema que iria evoluir para o ciclone tropical mediterrâneo, desenvolvido em seu lugar em 15 de janeiro.
No momento da formação, nuvens altas indicavam a presença de convecção intensa,  e o ciclone apresentava uma estrutura de nuvem assimétrica, com um olho distinto sem nuvens e faixas de chuva rodando em torno da perturbação como um todo.  Logo depois disso, o baixo pai separou-se inteiramente do medicane e continuou para o leste,  serpenteando em direção ao Mar Egeu e à Turquia.  Permanecendo inicialmente estacionário entre a Grécia e a Sicília com uma pressão atmosférica mínima de 1002 mbar (29,59 inHg ), o sistema recém-formado começou a se deslocar de sudoeste para sul nos dias seguintes, influenciado pelo fluxo nordeste incitado pela baixa inicial, agora bem ao leste, e uma área de alta pressão acima da Europa central e oriental.  A pressão atmosférica do sistema aumentou ao longo de 15 de Janeiro devido ao fato de estar inserido em um ambiente de grande escala, com sua pressão crescente devido à prevalência geral de pressões de ar mais altas em toda a região, e não era um sinal de desintensificação.
As velocidades iniciais do vento dentro do recente medicane foram geralmente baixas, com ventos sustentados de apenas 28 to 46 km/h (17 to 29 mph), com o maior valor registado associado à perturbação sendo 63 km/h (39 mph) em 00:00 UTC em 16 de Janeiro, ligeiramente abaixo do limiar para tempestade tropical na escala de vento do furacão Saffir-Simpson. Sua estrutura agora consistia em um olho distinto rodeado por cumulonimbi girando no sentido anti-horário com temperaturas de topo de nuvem mais frias que −50 °C (−58 °F), evidenciando convecção profunda e uma característica regular observada na maioria dos ciclones tropicais.  Às 12:00 UTC do dia 16 de janeiro, um navio registou ventos soprando leste-sudeste de cerca de 50 kn (93 km/h)  sul-sudoeste cerca de 50 km (31 mi) norte-nordeste do centro do ciclone.  A convecção intensa continuou a seguir todo o caminho do sistema enquanto ele cruzava o Mediterrâneo, e o ciclone atingiu o norte da Líbia por volta de 18:00 UTC em 17 de Janeiro, enfraquecendo rapidamente depois de desembarcar.  À medida que se movia para o interior, uma pressão atmosférica mínima de 1012 mbar (29,89 inHg) foi registado, acompanhado por ventos de 93 km/h (58 mph), pois diminuiu a velocidade depois de passar pelo Golfo de Sidra.  Embora o sistema tenha mantido sua forte convecção por mais várias horas, o topo das nuvens do ciclone começou a aquecer, evidenciando nuvens mais baixas, antes de perder totalmente as características tropicais no dia 17 de Janeiro.  Relatos de navios offshore mencionaram que o medicane produziu ventos intensos, chuvas abundantes e temperaturas anormalmente altas.

### 11–13 de setembro de 1996
Em 1996 desenvolveram-se três notáveis medicanes. A primeira, em meados de setembro de 1996, foi um ciclone tropical típico do Mediterrâneo que se desenvolveu na região das Ilhas Baleares.  Na época da formação do ciclone, uma poderosa frente fria do Atlântico e uma frente quente associada a uma baixa em grande escala, produzindo ventos de nordeste sobre a Península Ibérica, estendeu-se para o leste no Mediterrâneo, enquanto a humidade abundante se acumulou na baixa troposfera sobre as Baleares canal.  Na manhã de 12 de setembro, um distúrbio desenvolveu-se ao largo de Valência, Espanha, causando fortes chuvas na costa, mesmo sem chegar à costa. Um olho se desenvolveu pouco depois, à medida que o sistema atravessou rapidamente Maiorca e Sardenha em sua jornada para o leste. Ele atingiu a costa do sul da Itália na noite de 13 de Setembro com pressão atmosférica mínima de 990 mbar (29,24 inHg), dissipando-se logo após chegar à costa,  com um diâmetro de cerca de 150 km (93 mi).
Em Valência e em outras regiões do leste da Espanha, a tempestade gerou fortes precipitações, enquanto seis tornados atingiram as Ilhas Baleares. Ao se aproximar da costa das Ilhas Baleares, a baixa do núcleo quente induziu uma queda de pressão de 11 mbar (0,32 inHg) em Palma, Maiorca, antes da chegada do ciclone tropical. Medicanes tão pequenas quanto a que se formou em setembro de 1996 são atípicos e frequentemente requerem circunstâncias diferentes até mesmo daquelas exigidas para a formação regular de ciclones tropicais no Mediterrâneo.  A advecção quente de baixo nível - transferência de calor através do ar ou do mar - causada por uma baixa em grande escala sobre o Mediterrâneo ocidental foi o principal fator no aumento de forte convecção.  A presença de um núcleo frio de corte de nível médio a superior, um método de formação típico de medicanes, também foi fundamental para o desenvolvimento de tempestades intensas dentro do ciclone. Além disso, a interação entre um vale à deriva para o nordeste, o medicane, e a grande escala também permitiu a formação de tornados dentro das tempestades geradas pelo ciclone após atingir o continente.

### 4-6 de outubro de 1996

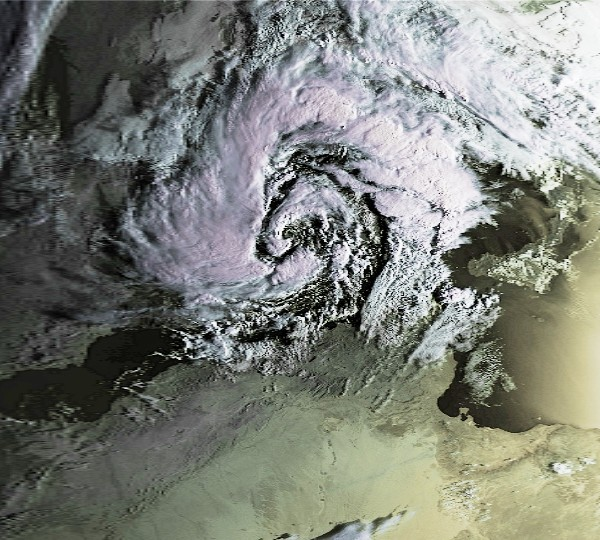
O segundo grande ciclone do tipo tropical mediterrâneo de 1996, enquanto a oeste da Itália em 7 de Outubro

O segundo dos três ciclones tropicais do Mediterrâneo registados em 1996, formado entre a Sicília e a Tunísia em 4 de Outubro, atingindo a Sicília e o sul da Itália. O Medicane gerou grandes inundações na Sicília. Na Calábria, rajadas de vento de até 108 km/h (67 mph)  foram relatados além de inundações severas.

### 6-11 de outubro de 1996

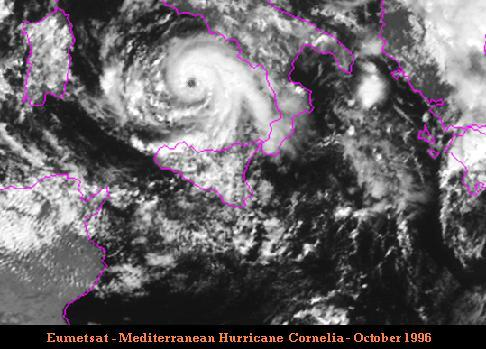
O último grande ciclone tropical do Mediterrâneo de 1996, perto da Itália

O terceiro grande ciclone tropical mediterrâneo daquele ano formou-se ao norte da Argélia e se fortaleceu ao varrer as Ilhas Baleares e a Sardenha, com uma feição semelhante a um olho proeminente no satélite. A tempestade foi extraoficialmente chamada de Cornelia.  O olho da tempestade foi distorcido e desapareceu após transitar pelo sul da Sardenha durante a noite de 8 de Outubro, com o sistema enfraquecendo como um todo. Na manhã de outubro de 9, um olho menor emergiu conforme o sistema passava sobre o Mar Tirreno, fortalecendo-se gradualmente, com relatórios 100 km (62 mi)    do centro da tempestade relatando ventos de 90 km/h (56 mph). Danos extremos foram relatados nas Ilhas Eólias depois que o ciclone tropical passou ao norte da Sicília, embora o sistema tenha se dissipado ao virar para o sul sobre a Calábria. No geral, a menor pressão atmosférica estimada no terceiro medicane foi 998 mbar (29,47 inHg).  Ambos os sistemas de outubro apresentavam faixas espirais distintas, convecção intensa, ventos fortes sustentados e precipitação abundante.

### Querida (25–27 de setembro de 2006)

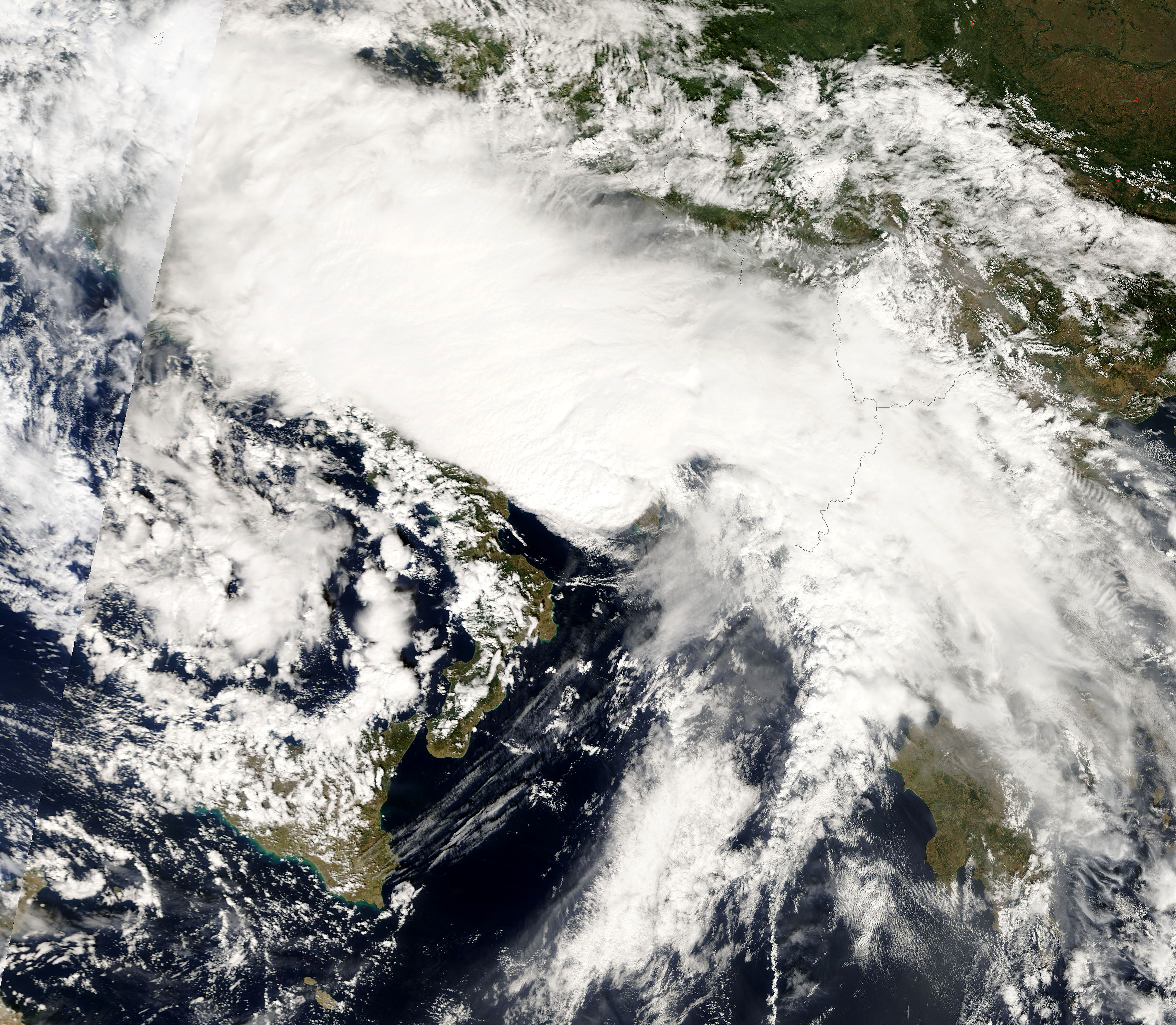
O ciclone tropical do Mediterrâneo de 26 de setembro de 2006

Um medicane de curta duração, denominado Querida pela Universidade Livre de Berlim, se desenvolveu perto do final de setembro de 2006, ao longo da costa da Itália. As origens do medicane podem ser rastreadas até a cordilheira alpina do Atlas na noite de 25 de Setembro,  provavelmente se formando como um ciclone sotavento normal.  Às 06:00 UTC em 26 de Em setembro, as análises do modelo do Centro Europeu de Previsões Meteorológicas de Médio Prazo (ECMWF) indicaram a existência de duas áreas de baixa pressão ao longo da costa da Itália, uma na costa oeste, varrendo para o leste através do Mar Tirreno, enquanto a outra, um pouco mais intensa, baixo estava localizado sobre o mar Jônico.  Quando a última baixa se aproximou do estreito da Sicília, encontrou uma frente fria que se movia para o leste e produzia convecção, resultando em uma intensificação significativa, enquanto o sistema reduzia simultaneamente em tamanho.  Em seguida, atingiu uma pressão atmosférica mínima de aproximadamente 986 mbar (29,12 inHg ) depois de transitar de norte a nordeste através dos 40 km (25 mi) de largura da península Salentine no curso de cerca de 30 minutos às 09h15 UTC no mesmo dia.
Rajadas de vento ultrapassando 144 km/h (89 mph)    foram registados quando passou sobre Salento devido a um gradiente de pressão acentuado associado a ele, confirmado por observações de radar regionais que denotam a presença de um olho claro.  Os ventos fortes infligiram danos moderados em toda a península, embora danos específicos sejam desconhecidos.  Cerca de 10:00 UTC, o radar e o satélite registaram a entrada do sistema no Mar Adriático e sua curva gradual para noroeste em direção à costa italiana. Por volta de 1700 UTC, o ciclone atingiu o norte da Apúlia, mantendo sua intensidade, com uma pressão atmosférica mínima em 988 mbar (29,18 inHg). O ciclone enfraqueceu enquanto se deslocava mais para o interior sobre o continente italiano, eventualmente se dissipando conforme fazia uma curva para oeste-sudoeste. Um estudo posterior em 2008 avaliou que o ciclone possuía inúmeras características vistas em ciclones tropicais em outros lugares, com uma aparência em espiral, aparato semelhante a um olho, rápidas diminuições da pressão atmosférica antes do desembarque e ventos intensos sustentados, concentrados perto da parede do olho da tempestade;  a aparente estrutura semelhante a um olho no ciclone, entretanto, estava mal definida.  Desde então, o medicane tem sido objeto de importantes estudos em decorrência da disponibilidade de observações científicas e relatórios relacionados ao ciclone.  Em particular, foram analisados a sensibilidade deste ciclone às temperaturas da superfície do mar,  as condições iniciais, o modelo  e os esquemas de parametrização usados nas simulações.  Também foi estudada a relevância de diferentes índices de instabilidade para o diagnóstico e a previsão desses eventos.

### Rolf (6–9 de novembro de 2011)

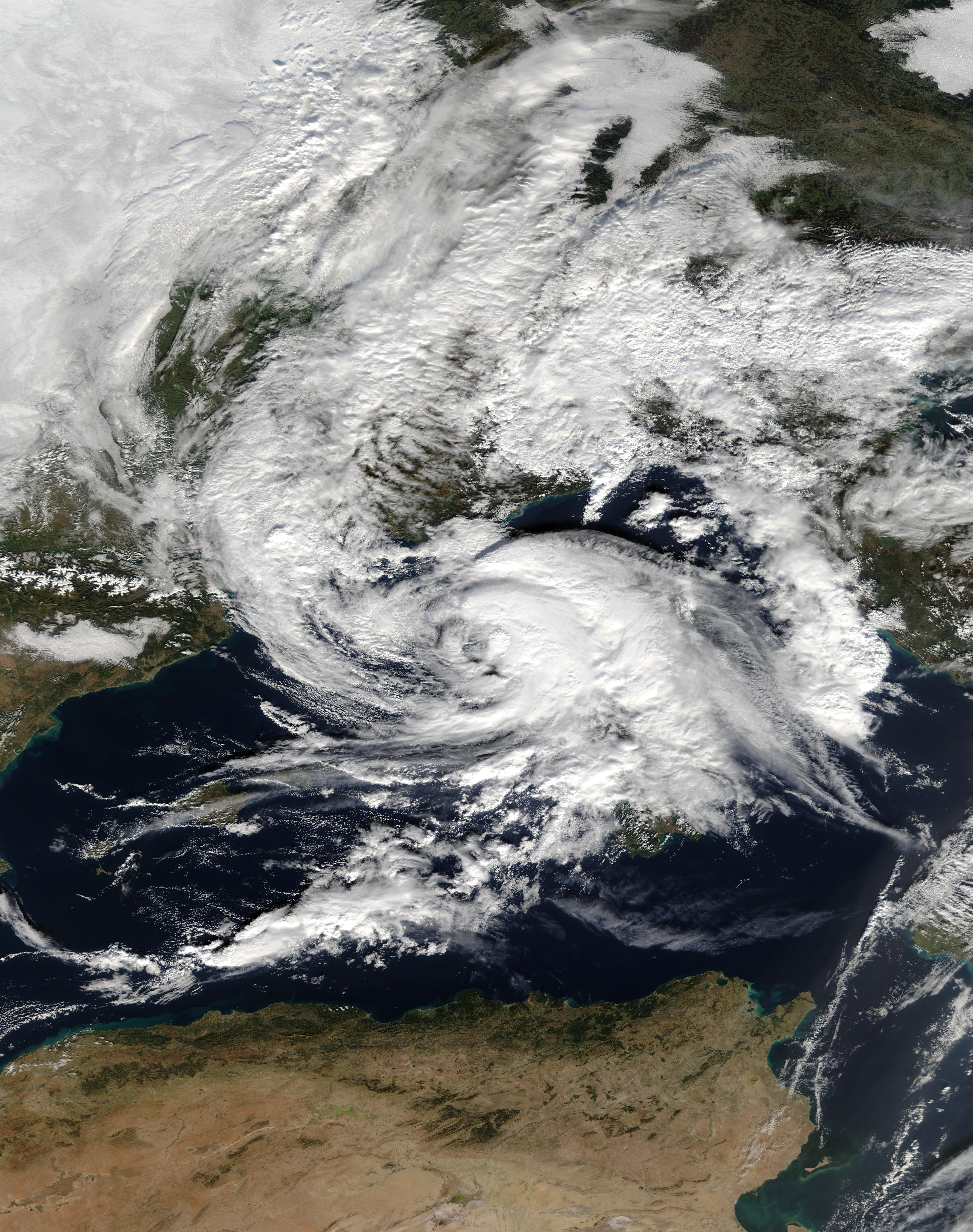
Tempestade tropical Rolf com pico de intensidade em 8 de novembro de 2011

Em novembro de 2011, formou-se o primeiro ciclone tropical mediterrâneo oficialmente designado pela Administração Oceânica e Atmosférica Nacional (NOAA), batizado de Tempestade Tropical 01M pelo Satellite Analysis Branch  e recebeu o nome de Rolf pela Universidade Livre de Berlim (FU Berlin),  apesar do fato de que nenhuma agência é oficialmente responsável pelo monitoramento da atividade de ciclones tropicais no Mediterrâneo.  Em 4 de novembro de 2011, um sistema frontal associado a outra área de baixa pressão monitorada pela FU Berlin, designada Quinn, gerou um segundo sistema de baixa pressão no interior perto de Marselha, que foi posteriormente denominado Rolf pela universidade. Um vale de nível superior no continente europeu parou ao se aproximar dos Pireneus antes de se aproximar e interagir com o baixo conhecido como Rolf. Consequentemente, chuvas fortes caíram sobre regiões do sul da França e noroeste da Itália, resultando em deslizamentos de terra e inundações generalizadas. Em 5 de Novembro, Rolf desacelerou enquanto estacionava acima do Maciço Central, mantendo uma pressão de 1000 mbar (29,53 inHg ). Uma frente estacionária, estacionada entre Madrid e Lisboa, aproximou-se de Rolf no mesmo dia, com a frente fria encontrando e sendo associada a Rolf, o que continuaria por vários dias.
Em 6 de Novembro, o ciclone derivou em direção ao Mediterrâneo a partir da costa sul da França, diminuindo para um diâmetro de apenas 150 km (93 mi) transversalmente. Ligeiramente enfraquecido, Rolf se aproximou das Ilhas Baleares em 7 de Novembro, associado a duas frentes que produzem fortes chuvas em toda a Europa, antes de se separar totalmente e passar para uma baixa de corte.  No mesmo dia, a NOAA passou a monitorar o sistema, designando-o como 01M, marcando a primeira vez que monitorou oficialmente um Medicane. Uma característica distinta em forma de olho desenvolveu-se enquanto bandas espirais e intensa convecção se tornaram evidentes. No seu ponto mais alto, a técnica de Dvorak classificou o sistema como T3.0. A convecção então diminuiu gradualmente e um desalinhamento dos centros dos níveis médio e superior foi observado. O ciclone atingiu a costa em 9 de novembro perto de Hyères, na França.  O sistema continuou a enfraquecer rapidamente em 9 de Novembro, antes que os alertas sobre o sistema fossem interrompidos mais tarde naquele dia,  e a FU Berlin seguiu o exemplo a 10 de Novembro, removendo o nome Rolf dos seus mapas meteorológicos e declarando a sua dissipação.  O núcleo profundo e quente deste ciclone persistiu por mais tempo em comparação com outros ciclones tropicais do Mediterrâneo.
No pico de intensidade, a velocidade do vento atingiu 45 kn (83 km/h)  a uma pressão mínima de 991 hPa.  O ciclone despejou uma quantidade acumulada de 600 mm de chuva sobre o sudoeste da Europa durante um período de 72 horas entre 6 e 8 de novembro de 2011.  A soma das fatalidades foi de 11 pessoas da Itália e da França.

### Qendresa (7 a 9 de novembro de 2014)

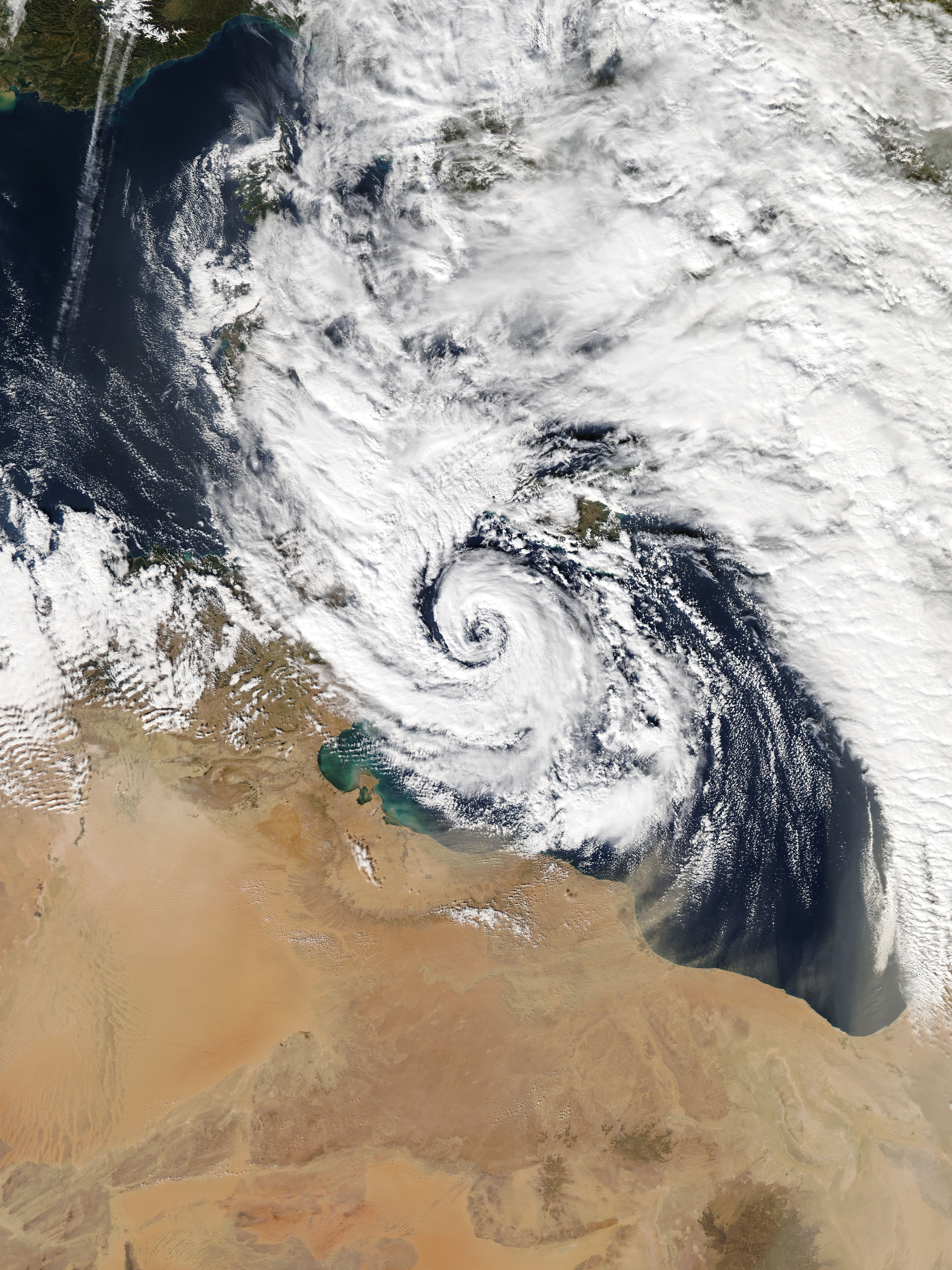
Ciclone Qendresa se aproxima de Malta em 7 de novembro

Em 6 de novembro de 2014, o centro de circulação de baixo nível de Qendresa formou-se perto das ilhas Kerkennah.  Como o sistema estava se movendo na direção norte-nordeste e combinando com uma baixa de nível superior da Tunísia no início de 7 de novembro, o sistema obstruiu rapidamente e se intensificou dramaticamente com uma característica semelhante a um olho, graças às condições favoráveis. Qendresa atingiu Malta diretamente quando perdeu suas frentes com um olho mais bem definido, com ventos sustentados de dez minutos a 110,9 km/h (68,9 mph) e a rajada a 153,7 km/h (95,5 mph).  A pressão central foi presumida como sendo 978 hPa (28,88 inHg ). Interagindo com a Sicília, o ciclone girou para nordeste e começou a fazer um loop no sentido anti-horário. Em 8 de novembro, Qendresa cruzou Syracuse pela manhã e depois enfraqueceu significativamente.  Virando para sudeste, em seguida, movendo-se para o leste,  Qendresa se moveu sobre Creta, antes de se dissipar sobre a ilha em 11 de novembro.

### 90M / "Trixi" (28-31 de outubro de 2016)

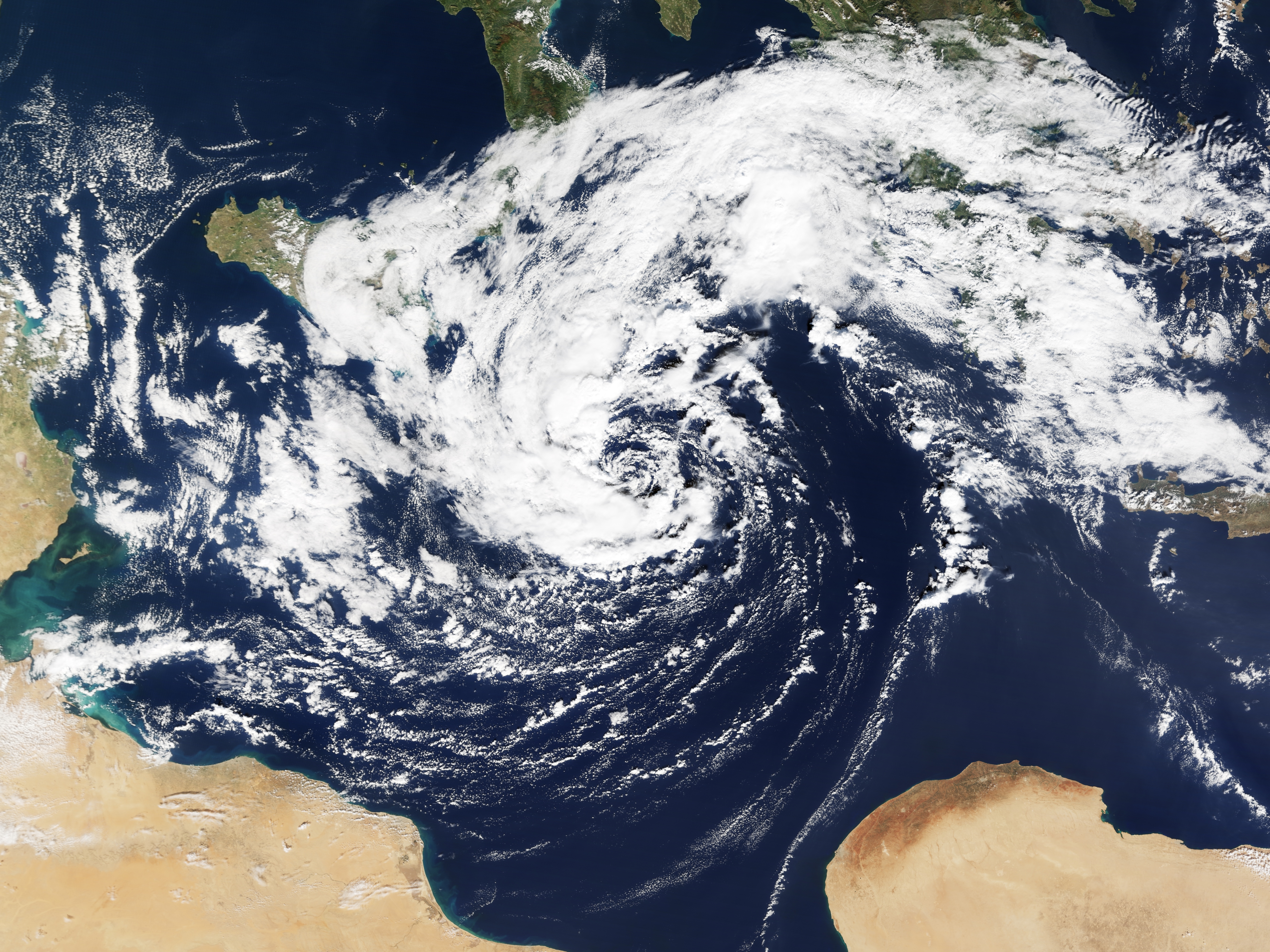
90M em 30 de outubro de 2016

No início de 28 de outubro de 2016, 35 mph (56 km/h)  um ciclone extratropical começou a se desenvolver ao sul da Calábria, no mar Jônico. O sistema se intensificou rapidamente, atingindo velocidades do vento de 50 mph (80 km/h)    enquanto se movia lentamente para o oeste, causando ondas altas e pequenos danos aos carros perto da cidade maltesa de Valletta,  enfraquecendo no dia seguinte e começando a se mover para o leste. Porém, mais tarde naquele dia, começou a se intensificar novamente e passou por uma transição tropical. Em 30 de outubro 12UTC, o sistema mostrou ventos sustentados de 10 minutos de 56 kn (104 km/h).  Tornou-se uma tempestade tropical em 31 de outubro. Depois de passar por Creta, a tempestade começou a enfraquecer rapidamente, com a tempestade degenerando em uma baixa extratropical em 1 de novembro.  A tempestade tropical 90M  também foi apelidada de " Medicane Trixi " por alguns meios de comunicação na Europa durante sua duração.
Nenhuma mortalidade ou estatística de precipitação foi relatada para este sistema que esteve em águas abertas na maior parte do tempo.

### Numa (16-19 de novembro de 2017)

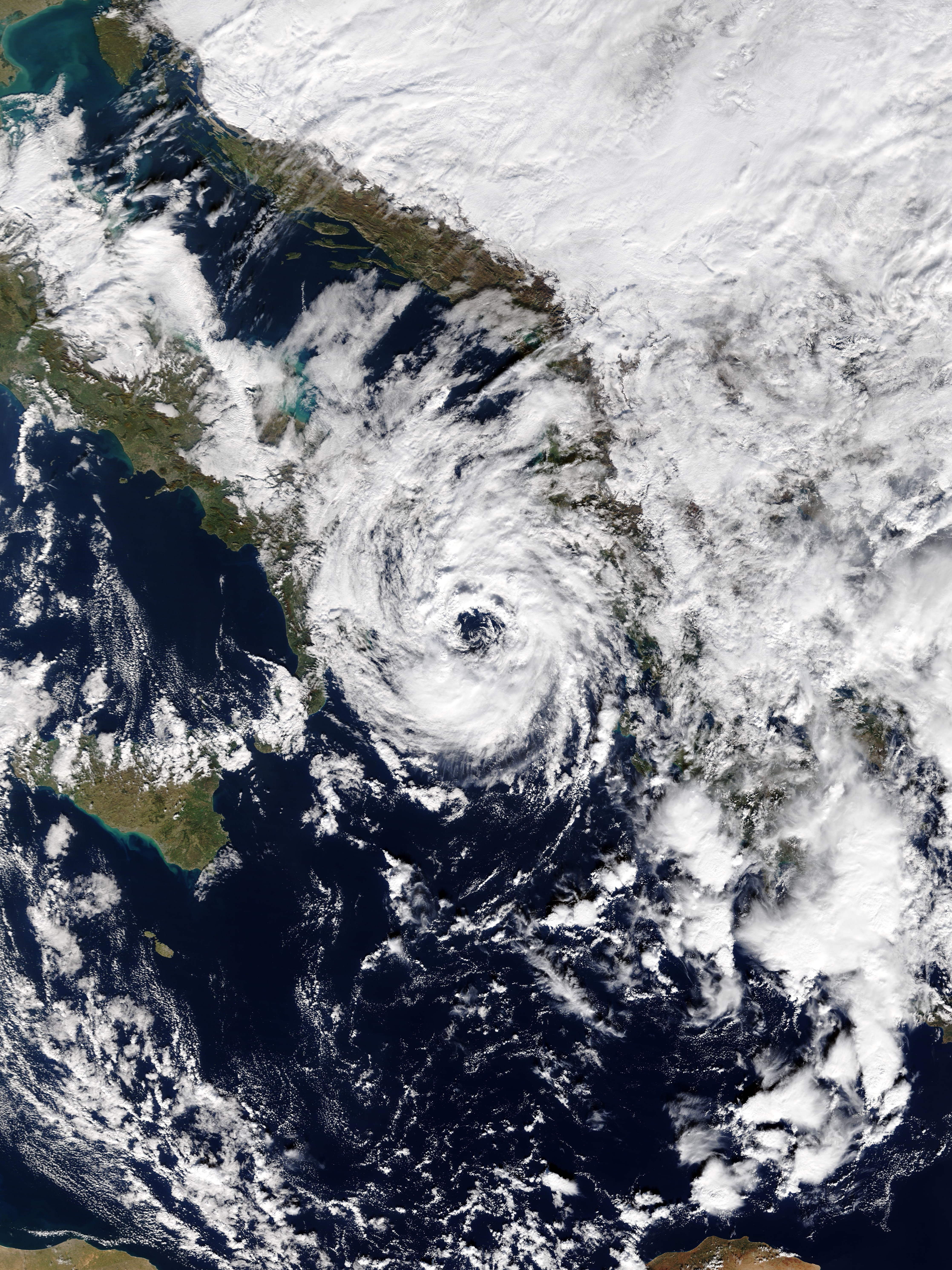
Numa em 18 de novembro de 2017

Em 11 de novembro de 2017, o remanescente da Tempestade Tropical Rina do Atlântico contribuiu para a formação de um novo ciclone extratropical, a oeste das Ilhas Britânicas, que mais tarde absorveu Rina no dia seguinte. Em 12 de novembro, a nova tempestade foi batizada de Numa pela Universidade Livre de Berlim. Em 14 de novembro de 2017, o ciclone extratropical Numa emergiu no mar Adriático. No dia seguinte, ao cruzar a Itália, Numa começou a passar por uma transição subtropical, embora o sistema ainda fosse extratropical em 16 de novembro.  A tempestade começou a impactar a Grécia como uma forte tempestade em 16 de novembro. Alguns modelos de computador previam que Numa poderia fazer a transição para um ciclone subtropical ou tropical de núcleo quente nos próximos dias.  Em 17 de novembro, Numa perdeu completamente o sistema frontal.  Na tarde do mesmo dia, Météo France tuitou que Numa havia atingido o status de depressão subtropical do Mediterrâneo.  Durante as horas seguintes, Numa continuou a se fortalecer, antes de atingir seu pico de intensidade em 18 de novembro, como uma forte tempestade subtropical.  De acordo com a ESTOFEX , Numa mostrou em dados de satélite numerosos sinalizadores de ventos sustentados de 10 minutos de 45 kn (83 km/h).  Entre as 18:00 UTC de 17 de novembro e as 5:00 UTC de 18 de novembro, Numa adquiriu características tropicais evidentes, passando a apresentar uma estrutura semelhante a um furacão.  A ESTOFEX relatou novamente 45 kn (83 km/h). Mais tarde no mesmo dia, Numa atingiu a costa na Grécia com uma estação em Kefalonia relatando ventos de pico de 60 kn (110 km/h)  em 998 hPa. O ciclone enfraqueceu rapidamente em uma área de baixa pressão, antes de emergir no Mar Egeu em 19 de novembro.  Em 20 de novembro, Numa foi absorvido por outra tempestade extratropical que se aproximava do norte.
Numa atingiu a Grécia em um momento em que o solo já estava fortemente encharcado de outros sistemas de tempestade que chegaram antes de Numa. A área estava prevista para receber até mais de 400 mm (16 in) de chuvas adicionais em um período de 48 horas começando em 16 de novembro.  Nenhuma previsão ou medição de chuva é conhecida para os dias seguintes, enquanto Numa ainda estava atacando a Grécia. Numa resultou em 21 mortes relatadas.  Pelo menos 1.500 casas foram inundadas e os moradores tiveram que evacuar suas casas. A tempestade causou cerca de US $ 100 milhões em danos na Europa e foi o evento climático mais mortal que a Grécia experimentou desde 1977.

### Zorbas (27 de setembro - 1 de outubro de 2018)

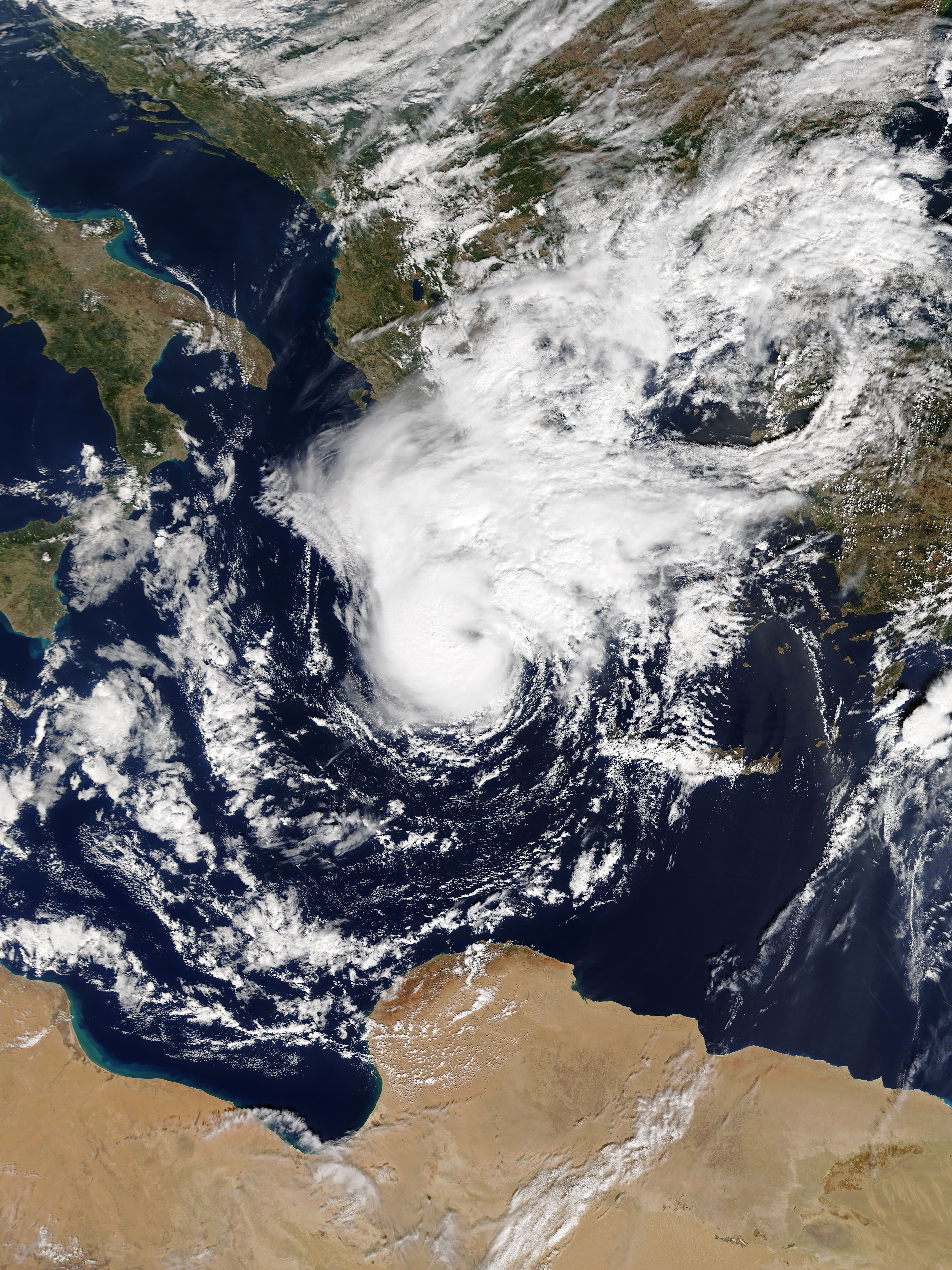
Medicane Zorbas em 29 de setembro de 2018

Uma primeira perspectiva sobre o possível desenvolvimento de um ciclone raso de núcleo quente no Mediterrâneo foi emitida pela ESTOFEX em setembro de 25, 2018, e uma segunda perspectiva estendida foi emitida em 26 de setembro de 2018.  Em 27 de setembro de 2018, uma tempestade extratropical se desenvolveu no leste do Mar Mediterrâneo.  Temperatura da água em torno de 27 °C (81 °F) apoiou a transição da tempestade para um ciclone híbrido, com um núcleo térmico quente no centro. A tempestade moveu-se para nordeste em direção à Grécia, intensificando gradualmente e desenvolvendo as características de um ciclone tropical. Em 29 de setembro, a tempestade atingiu o pico de intensidade no Peloponeso, a oeste de Calamata, onde uma pressão central mínima de 989.3 mbar (29.21 inHg) foi relatado.  ESTOFEX relatado em Zorbas como "Ciclone Mediterrâneo 2018M02", com a mesma pressão de 989 mbar (29.2 inHg) em Calamata, estimando ainda a pressão central mínima do ciclone em 987 mbar (29.1 inHg), com ventos sustentados máximos de um minuto de 120 km/h (75 mph) e um número Dvorak de T4.0, que se traduzem em características marginais de furacão Categoria 1 para o ciclone.
Não se sabe quem deu ao sistema o nome de Zorbas, mas o nome é oficialmente reconhecido como um medicanes pelo Deutscher Wetterdienst.  No início de 1 de outubro, Zorbas emergiu no Mar Egeu, enquanto acelerava para nordeste.  Em 2 de outubro, Zorbas moveu-se sobre o noroeste da Turquia e se dissipou.  Uma esteira fria foi observada no Mar Mediterrâneo, com temperaturas da superfície do mar caindo 3–4 °C (5–7 °F)    ao longo da trilha de Zorbas devido à forte ressurgência.
Durante sua fase de formação, a tempestade causou inundações repentinas na Tunísia e na Líbia, com cerca de 200 mm (7.9 in) da precipitação observada. As enchentes mataram cinco pessoas na Tunísia, além de danificar casas, estradas e campos.  O governo tunisino prometeu assistência financeira aos residentes cujas casas foram danificadas.   Antes da chegada da tempestade na Grécia, o Escritório Meteorológico Nacional Helênico emitiu um alerta severo. Vários voos foram cancelados e as escolas foram fechadas.  As ilhas de Strofades e Rodes relataram ventos fortes durante a passagem da tempestade. Uma estação meteorológica privada em Voutsaras mediu rajadas de vento de 65 mph (105 km/h). A tempestade gerou uma tromba d'água que se moveu para a costa.  Ventos fortes em Atenas derrubaram árvores e linhas de energia. Uma árvore caída destruiu o telhado de uma escola no oeste de Atenas.  Dezenas de estradas foram fechadas devido às enchentes.  Em Janina, a tempestade danificou o minarete no topo da Mesquita Aslan Pasha, que data de 1614.  De 29 a 30 de setembro, Zorbas produziu enchentes na Grécia e em partes do oeste da Turquia, com a tempestade caindo até 200 mm (7.9 in) na Grécia e gerando várias trombas d'água. Três pessoas foram declaradas desaparecidas na Grécia após as enchentes; uma pessoa foi encontrada, mas os outros dois continuaram desaparecidos, até 3 de outubro.

### Ianos (14 a 20 de setembro de 2020)

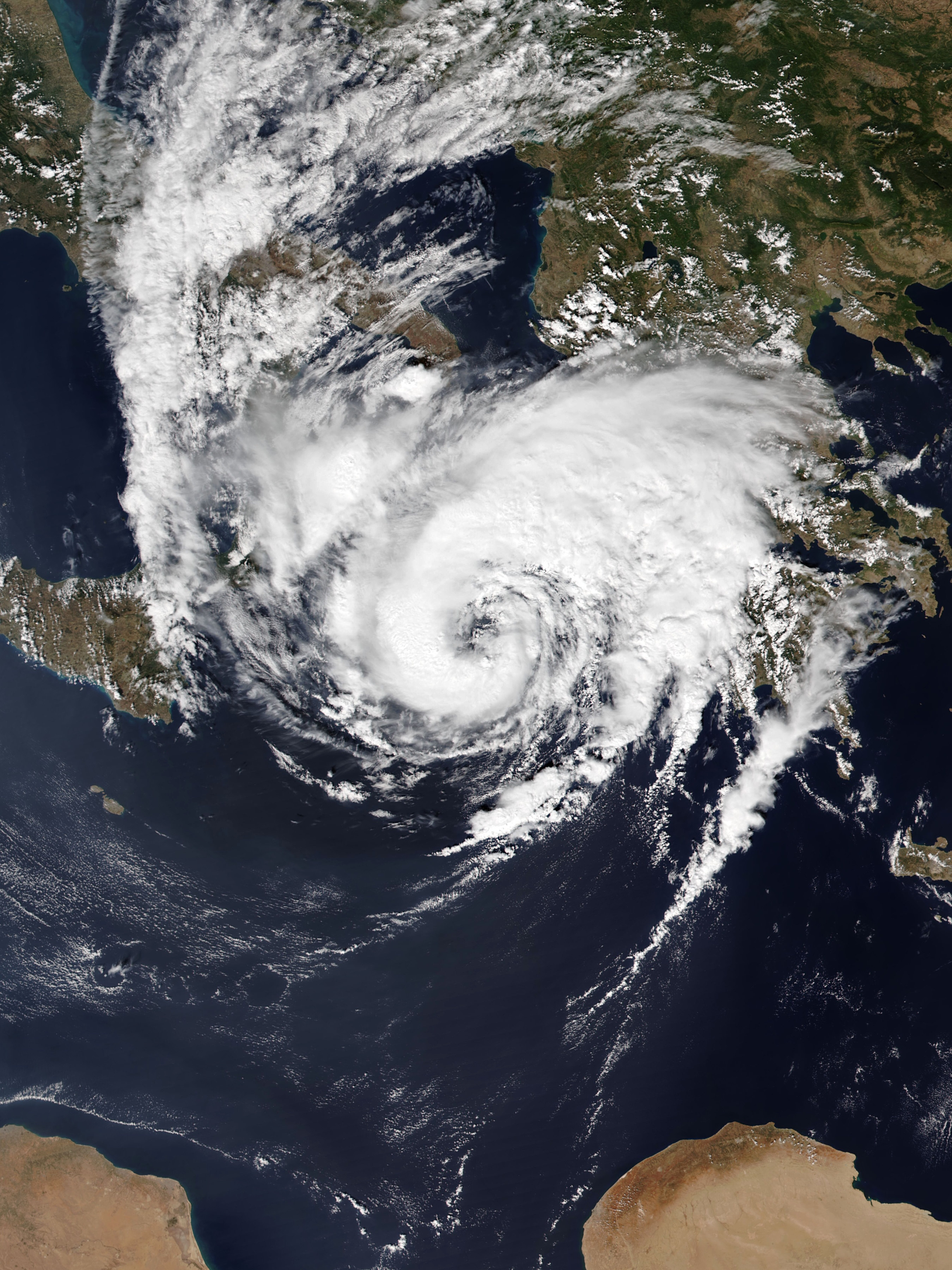
Medicane Ianos a 17 de setembro de 2020

Em 14 de setembro de 2020, uma área de pressão baixa começou a desenvolver-se sobre o Golfo de Sidra, depressa desenvolvendo nas horas seguintes enquanto movia-se devagar para noroeste com uma velocidade do vento ao redor 50 km/h (31 mph). Em 15 setembro tinha-se intensificado para 65 km/h (40 mph) com uma pressão mínima de 1010 hPa, com o desenvolvimento mais longínquo previsto sobre os dias seguintes. O ciclone tinha um forte potencial para se tornar tropical nos próximos dias devido a temperaturas na região de mar mornas de 27 a 29 graus C. Os modelos de tempo previam que provavelmente chega-se a costa do oeste da Grécia a 17 ou 18 setembro. Ianos gradualmente intensificou-se sobre o Mar mediterrâneo, adquirindo uma característica de olho de ciclone.  Ianos fez landfall na Grécia com intensidade perto da máxima pelas 3:00 UTC, com ventos chegando próximos a 90 km/h e a pressão mínima estava estimada em 995 mbar, equivalente de uma tempestade tropical forte.
A Grécia atribuiu ao sistema o nome "Ianos" (Ιανός), enquanto o serviço de tempo alemão utilizou o nome "Udine"; o serviço turco utiliza "Tulpar", e os italianos "Cassilda"; utilizado pelo Centro de Ciclone mediterrâneo não-oficial. Enquanto Ianos passava ao do sul da Itália em 16 de setembro, produziu fortes chuvas através da parte do sul do país e em Sicília foi relatado um total acumulado de chuva de 35 in (890 mm). Em Reggio Calabria o total de precipitação chegou à média de precipitação normal de um mês.
Ianos deixou duas pessoas mortas e um desaparecido, além de marés fortes nas ilhas Jônias como Cefalônia, Zacinto, Ítaca e Lêucade, e vento de 120 km/h (75 mph) em Carditsa que derrubou árvores e linhas elétricas, e causou derrubes.

### Apollo (22 Out – 2 Nov 2021)

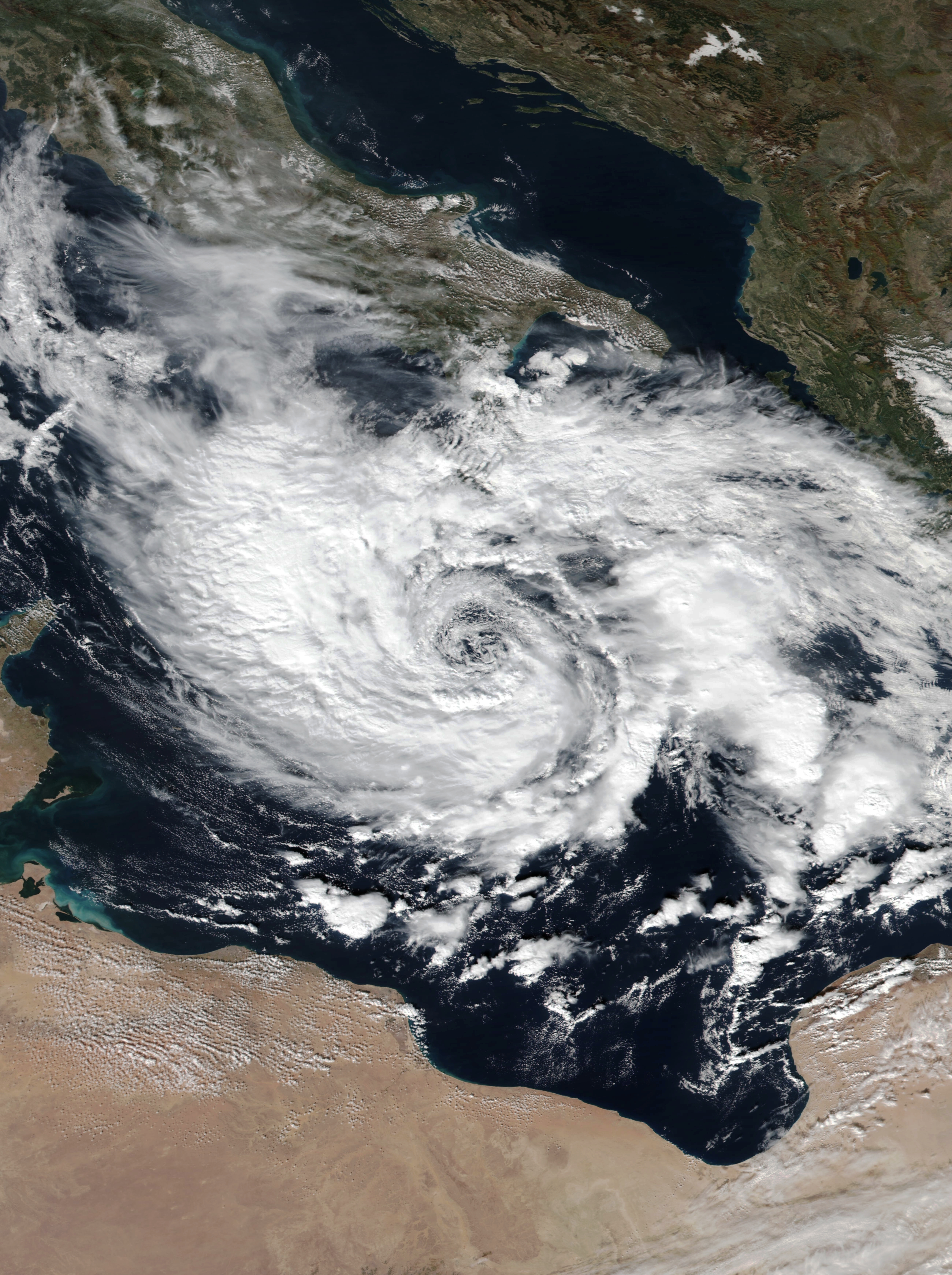
Medicane Apollo em 29 de outubro de 2021

Por volta de 22 de outubro de 2021, uma área de trovoadas organizadas se formou perto das Ilhas Baleares, com a perturbação se tornando mais organizada e desenvolvendo uma área de baixa pressão por volta de 24 de outubro. A baixa começou a formar um centro de baixo nível no dia seguinte e moveu-se em torno do Mar Tirreno, e por volta de 28 de outubro, o baixo tornou-se mais bem organizado, levando escritórios de Previsão na Europa para nomeá-lo.
O nome mais comumente usado para o ciclone é Apollo, que foi usado pela Universidade Livre de Berlim. No mesmo dia, a agência Meteo do Observatório Nacional de Atenas na Grécia nomeou-o Nearco, em homenagem ao voyager de mesmo nome.
Fortes chuvas do ciclone e seu precursor causaram fortes chuvas e enchentes na Tunísia, Argélia, Sul da Itália e Malta, matando cinco pessoas e deixando outras duas desaparecidas.

### Outros ciclones tropicais
Numerosos outros ciclones do tipo tropical mediterrâneo ocorreram, mas poucos foram tão bem documentados quanto os medicanes em 1969, 1982, 1983, 1995, 1996, 2006, 2011, 2014, 2017 e 2018. Esses ciclones tropicais não muito investigados e suas datas são fornecidas abaixo.
Um primeiro estudo em 2000 revelou cinco medicanes notáveis e bem desenvolvidos.  Um segundo estudo em 2013 revelou várias tempestades adicionais com os seus dias de formação e também informações adicionais sobre Medicanes.  Um terceiro estudo, conduzido em 2007, revelou tempestades adicionais com os seus dias de formação.  Um quarto estudo de 2013 apresentou vários outros ciclones e os seus dias de desenvolvimento.  Uma pesquisa feita pela EUMETSAT também revelou mais alguns ciclones.
- Setembro 1947[142]
- Setembro 1973[142]
- 18–20 Agosto 1976[142]
- 26 Março 1983[55]
- 7 Abril 1984,[140] 29–30 Dezembro 1984[55]
- 14–18 Dezembro 1985[140]
- Janeiro 1991,[142]
- 5 Dezembro 1991[140]
- 21–25 Outubro 1994[142]
- 10–13 Dezembro 1996[140]
- 22–27 Setembro 1997,[142] 30–31 Outubro 1997, and 5–8 Dezembro 1997[55]
- 25–27 Janeiro 1998[140]
- 19–21 Março 1999,[140] 13 Setembro 1999[49]
- 10 Setembro 2000, 9 Outubro 2000[49]
- 27–28 May 2003,[140] 16–19 Setembro 2003, 27–28 Setembro 2003,[142]
- 8 Outubro 2003[141]
- 19–21 Setembro 2004, 3–5 Novembro 2004[49]
- Agosto 2005, 15–16 Setembro 2005, 22–23 Outubro 2005,[142] * 26–28 Outubro 2005, 14–16 Dezembro 2005[141]
- 9 Agosto 2006[142]
- 19–23 Março 2007[142] 16–18 Outubro 2007, 26 Outubro 2007[49]
- Junho 2008, Agosto 2008, Setembro 2008,[142] 4 Dezembro 2008[49]
- Janeiro 2009, maio 2009, duas em setembro 2009, Outubro 2009[142]
- 12–14 Outubro 2010, 2–4 Novembro 2010[142]
- duas vezes em Fevereiro 2012,[142] 13–15 Abril 2012.[49]

- " Masinissa" ("David") 20-22 Novembro 2020[145][146][147]

## Estatísticas Climatológicas
Houve 100 ciclones de tipo tropical reconhecidos no Mar Mediterrâneo entre 1947 e 2011 a partir dos bancos de dados do Laboratório de Climatologia e Ambiente Atmosférico da Universidade de Atenas e do METEOSAT.  Pela acumulação constante de ocorrências relatadas e reconhecidas de ciclones tropicais (medicanes), a contagem do número atingiu 82 em 30 de setembro de 2018. Ao contrário da maioria das temporadas de ciclones do hemisfério norte, a atividade dos ciclones tropicais do Mediterrâneo atinge o pico entre os meses de setembro e janeiro. 
Lista de tempestades, por década
| \| Month \| Number of recorded storms in the Mediterranean Sea \| \| --------- \| -------------------------------------------------- \| \| Janeiro \| 9 \| \| Fevereiro \| 4 \| \| Março \| 5 \| \| Abril \| 2 \| \| May \| 2 \| \| Junho \| 1 \| \| Julho \| 1 \| \| Agosto \| 5 \| \| Setembro \| 19 \| \| Outubro \| 17 \| \| Novembro \| 8 \| \| Dezembro \| 12 \| |                                                    |
| Month | Number of recorded storms in the Mediterranean Sea |
| Janeiro | 9                                                  |
| Fevereiro | 4                                                  |
| Março | 5                                                  |
| Abril | 2                                                  |
| May | 2                                                  |
| Junho | 1                                                  |
| Julho | 1                                                  |
| Agosto | 5                                                  |
| Setembro | 19                                                 |
| Outubro | 17                                                 |
| Novembro | 8                                                  |
| Dezembro | 12                                                 |

 Os números não significam necessariamente que todas as ocorrências de Medicanes foram obtidas, em particular, antes do final da década de 1980. Com o desenvolvimento (e a melhoria constante) de observações baseadas em satélite, a contagem do número de Medicanes claramente identificados aumentou da década de 1980 em diante. Pode haver um impacto adicional das mudanças climáticas na frequência dos medicanes observados, mas isso não é dedutível dos dados. 
Lista de tempestades, por década
| \| Decade \| Number of recorded storms in the Mediterranean Sea \| \| ------ \| -------------------------------------------------- \| \| 1940s \| 2 \| \| 1950s \| 0 \| \| 1960s \| 1 \| \| 1970s \| 2 \| \| 1980s \| 7 \| \| 1990s \| 15 \| \| 2000s \| 27 \| \| 2010s \| 20 \| \| 2020s \| 2 \| |                                                    |
| Decade | Number of recorded storms in the Mediterranean Sea |
| 1940s | 2                                                  |
| 1950s | 0                                                  |
| 1960s | 1                                                  |
| 1970s | 2                                                  |
| 1980s | 7                                                  |
| 1990s | 15                                                 |
| 2000s | 27                                                 |
| 2010s | 20                                                 |
| 2020s | 2                                                  |

## Tempestades mortais
A seguinte é uma lista de todos os medicanes que causaram fatalidades.
| Nome     | Ano  | Número de fatalidadess |
| -------- | ---- | ---------------------- |
| "1969"   | 1969 | ≥ 600                  |
| Numa     | 2017 | 22                     |
| Rolf     | 2011 | 12                     |
| Zorbas   | 2018 | ≥ 6 (2 missing)        |
| Ianos    | 2020 | 4 (1 missing)          |
| Qendresa | 2014 | 3                      |

## Ciclones tropicais no Mar Negro
Em várias ocasiões, tempestades tropicais semelhantes aos ciclones tropicais observados no Mediterrâneo se formaram no Mar Negro, incluindo tempestades em 21 de março de 2002, 7-11 de agosto de 2002,  e 25-29 de setembro de 2005.  O ciclone de 25–29 de setembro de 2005 está particularmente bem documentado e investigado. Nenhum ciclone conhecido no Mar Negro atingiu a força de um furacão.